# Jakov Blažević
Jakov Blažević (ur. 24 marca 1912 w Bužimiu, zm. 10 grudnia 1996 w Zagrzebiu) – chorwacki i jugosłowiański polityk komunistyczny i prawnik.

## Życiorys
W 1936 ukończył studia prawnicze na Wydziale Prawa Uniwersytetu w Zagrzebiu. Zawód wykonywał w Gospiciu.
W 1928 roku został członkiem Komunistycznej Partii Jugosławii (KPJ). Działał na obszarze Liki. W 1940 roku wszedł w skład KC KPJ. W trakcie II wojny światowej współorganizował antyfaszystowski ruch oporu w Chorwacji. W 1943 roku został członkiem ZAVNOH (Zemaljsko antifašističko vijeće narodnog oslobođenja Hrvatske). W 1944 roku pełnił funkcję pierwszego prezesa Sądu Najwyższego ZAVNOH.
W latach 1945–1948 był pierwszym prokuratorem Chorwacji. Był oskarżycielem w procesie kardynała Alojzego Wiktora Stepinaca. W latach 1953–1962 był przewodniczącym rady wykonawczej Zgromadzenia Socjalistycznej Republiki Chorwacji, a w latach 1967–1974 przewodniczącym tegoż zgromadzenia. W latach 1969–1972 był członkiem prezydium Socjalistycznej Federalnej Republiki Jugosławii. W trakcie Chorwackiej Wiosny był zwolennikiem nurtów reformatorskich, jednak w 1971 roku opowiedział się za frakcją konserwatystów i brał udział w tłumieniu ruchów demokratycznych w Chorwacji. W latach 1974–1982 był przewodniczącym prezydium Socjalistycznej Republiki Chorwacji.
W 1976 roku opublikował pamiętnik pt. Tražio sam crvenu nit.